# Lista de consoles de jogos eletrônicos mais vendidos

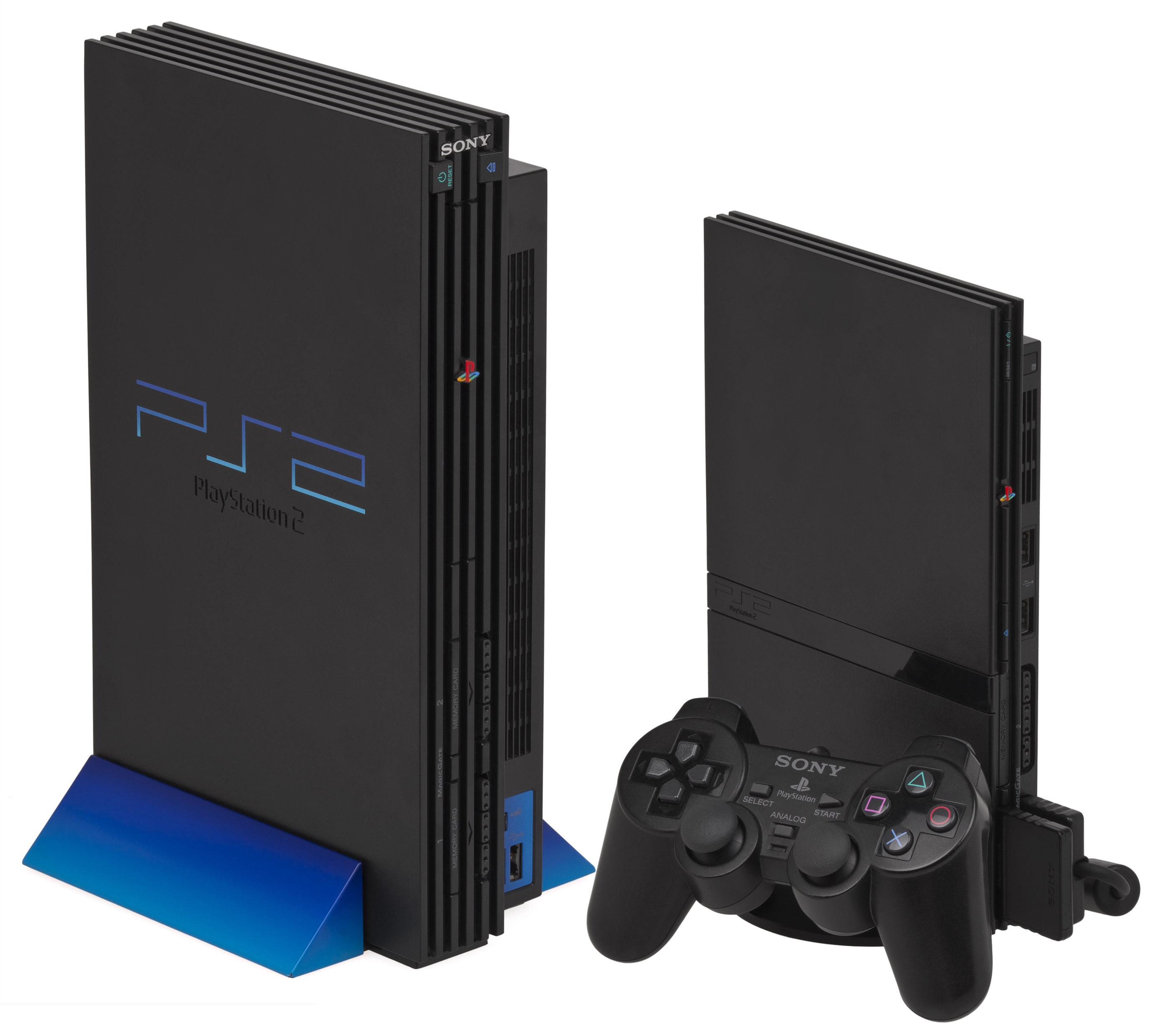
O PlayStation 2 é o console mais vendido de todos os tempos, com mais de 160 milhões de unidades vendidas em todo o mundo. https://www.playstation.com/en-gb/playstation-history/2000-ps2-psp/

Esta é uma lista dos consoles de jogos eletrônicos mais vendidos de todos os tempos. Os consoles (português brasileiro) ou consolas (português europeu), são dispositivos computacionais padronizados adaptados paras jogos eletrônicos que requerem um monitor ou aparelho de televisão como saída. Essas peças independentes de equipamentos eletrônicos pesam em média de 1 a 4 kg (2 a 9 libras) e seu tamanho compacto permite que sejam facilmente usados em vários locais com saída de eletricidade. Controles de mão são comumente usados como dispositivos de entrada. Nos consoles podem ser usados um ou mais dispositivos de armazenamento de dados, como unidades de disco rígido, discos ópticos e cartões de memória. Cada um é geralmente desenvolvido por uma única organização comercial. Os consoles dedicados são um subconjunto desses dispositivos, capazes apenas de rodar jogos embutidos. Os consoles de jogos eletrônicos em geral também são descritos como "dedicados" em distinção aos computadores pessoais mais versáteis e outros produtos eletrônicos de consumo. O engenheiro da Sanders Associates, Ralph H. Baer, juntamente com os funcionários da empresa, Bill Harrison e Bill Rusch, licenciaram sua tecnologia de jogos de televisão para a principal fabricante de TV contemporânea, Magnavox. Isso resultou no lançamento do Magnavox Odyssey em 1972 — o primeiro console disponível no mercado.
Um console portátil (português brasileiro) ou consola portátil (português europeu), é um dispositivo leve com uma tela embutida, controles, alto-falantes e tem maior portabilidade do que um console de mesa padrão. É capaz de jogar vários jogos, diferentemente dos dispositivos de mesa e de Brick Games. Os dispositivos de mesa e de jogos eletrônicos portáteis dos anos 70 e início dos anos 80 são os precursores dos consoles de jogos portáteis. A Mattel disponibilizou o primeiro jogo eletrônico portátil com o lançamento de Auto Race, em 1977. Mais tarde, várias empresas — incluindo a Coleco e a Milton Bradley — criaram seus próprios dispositivos leves, de mesa simples ou eletrônicos de mão. O console portátil mais antigo com cartuchos intercambiáveis é o Milton Bradley Microvision, de 1979. A Nintendo é creditada por popularizar o conceito de console portátil com o lançamento do Game Boy em 1989 e continua a dominar o mercado de consoles portatéis.

## Consoles mais vendidos
Um fundo verde escuro e uma hashtag indicam consoles da geração atual ou anterior que ainda estão disponíveis no mercado. 
  † Um obelisco indica consoles dedicados.
  ‡ Um obelisco duplo indica consoles híbridos. Vendas do Nintendo Switch Lite incluídas.
Empresas de hardware sombreadas  Atari ,  Microsoft ,  Nintendo ,  Sega  ou  Sony  possuem mais de dois consoles listados; aqueles com fundo branco não.

### Geral
| Pos. | Plataforma                          | Unidades vendidas        | Empresa          | Lançamento[2] | Ref.                        |
| ---- | ----------------------------------- | ------------------------ | ---------------- | ------------- | --------------------------- |
| 1    | PlayStation 2                       | 160 milhões              | Sony             | 2000          | [ a ]                       |
| 2    | Nintendo DS                         | 154,02 milhões           | Nintendo         | 2004          | [ 30 ]                      |
| 3    | Nintendo Switch ‡                   | 152,12 milhões           | Nintendo         | 2017          | [ 31 ]                      |
| 4    | Game Boy, Game Boy Color            | 118,69 milhões           | Nintendo         | 1989, 1998    | [ b ]                       |
| 5    | PlayStation 4                       | 117,2 milhões            | Sony             | 2013          | [ 33 ]                      |
| 6    | PlayStation                         | 102,49 milhões           | Sony             | 1994          | [ 34 ]                      |
| 7    | Wii                                 | 101,63 milhões           | Nintendo         | 2006          | [ 30 ]                      |
| 8    | PlayStation 3                       | >87,4 milhões            | Sony             | 2006          | [ a ]                       |
| 9    | Xbox 360                            | >84 milhões              | Microsoft        | 2005          | [ c ]                       |
| 10   | Game Boy Advance                    | 81,51 milhões            | Nintendo         | 2001          | [ 30 ]                      |
| 11   | PlayStation Portable                | 80–82 milhões (estimado) | Sony             | 2004          | [ a ]                       |
| 12   | PlayStation 5                       | 78 milhões               | Sony             | 2020          | [ 44 ]                      |
| 13   | Nintendo 3DS                        | 75,94 milhões            | Nintendo         | 2011          | [ 45 ]                      |
| 14   | Nintendo Entertainment System       | 61,91 milhões            | Nintendo         | 1983          | [ 30 ]                      |
| 15   | Xbox One                            | 51 milhões (estimado)    | Microsoft        | 2013          | [ c ]                       |
| 16   | Super Nintendo Entertainment System | 49,1 milhões             | Nintendo         | 1990          | [ 30 ]                      |
| 17   | Mega Drive                          | 35 milhões               | Sega             | 1988          | [ d ] [ 46 ]                |
| 18   | Nintendo 64                         | 32,93 milhões            | Nintendo         | 1996          | [ 30 ]                      |
| 19   | Xbox Series X/S                     | 32.1 milhões (estimado)  | Microsoft        | 2020          | [ 47 ]                      |
| 20   | Atari 2600                          | 30 milhões               | Atari            | 1977          | [ 48 ]                      |
| 21   | Xbox                                | 24 milhões               | Microsoft        | 2001          | [ 49 ]                      |
| 22   | Nintendo GameCube                   | 21,74 milhões            | Nintendo         | 2001          | [ 30 ]                      |
| 23   | Wii U                               | 13,56 milhões            | Nintendo         | 2012          | [ 30 ]                      |
| 24   | Sega Game Gear                      | 10,62 milhões            | Sega             | 1990          | [ 50 ]                      |
| 25   | PlayStation Vita                    | 10–15 milhões (estimado) | Sony             | 2011          | [ a ]                       |
| 26   | Master System                       | 10–13 milhões            | Sega             | 1986          | [ e ]                       |
| 27   | TurboGrafx-16                       | 10 milhões               | NEC/Hudson Soft  | 1987          | [ 58 ]                      |
| 28   | Sega Saturn                         | 9,26 milhões             | Sega             | 1994          | [ 59 ]                      |
| 29   | Dreamcast                           | 9,13 milhões             | Sega             | 1998          | [ 59 ] [ 60 ] [ 61 ] [ 62 ] |
| 30   | Super NES Classic Edition †         | 5,28 milhões             | Nintendo         | 2017          | [ 63 ]                      |
| 31   | Nintendo Switch 2 ‡                 | 3,5 milhões              | Nintendo         | 2025          | [ 64 ]                      |
| 32   | Sega Pico                           | >3,4 milhões             | Sega             | 1993          | [ g ]                       |
| 33   | WonderSwan                          | 3,5 milhões              | Bandai           | 1999          | [ h ]                       |
| 34   | Color TV-Game †                     | 3 milhões                | Nintendo         | 1977          | [ 73 ] [ 74 ]               |
| 35   | Intellivision                       | 3 milhões                | Mattel           | 1980          | [ 75 ]                      |
| 36   | N-Gage                              | 3 milhões                | Nokia            | 2003          | [ 76 ]                      |
| 37   | NES Classic Edition †               | 2,3 milhões              | Nintendo         | 2016          | [ 77 ]                      |
| 38   | ColecoVision                        | >2 milhões               | Coleco           | 1982          | [ i ]                       |
| 39   | Magnavox Odyssey²                   | 2 milhões                | Magnavox/Philips | 1978          | [ 81 ]                      |
| 40   | Atari Lynx                          | >1 milhão                | Atari            | 1989          | [ j ]                       |
| 41   | Philips CD-i                        | >1 milhão                | Philips          | 1991          | [ k ]                       |
| 42   | Coleco Telstar †                    | >1 milhão                | Coleco           | 1976          | [ 86 ] [ l ]                |
| 43   | Atari 5200                          | 1 milhão                 | Atari            | 1982          | [ 88 ]                      |

>As vendas finais são maiores que o valor relatado. Ver notas. 

### Consoles de mesa

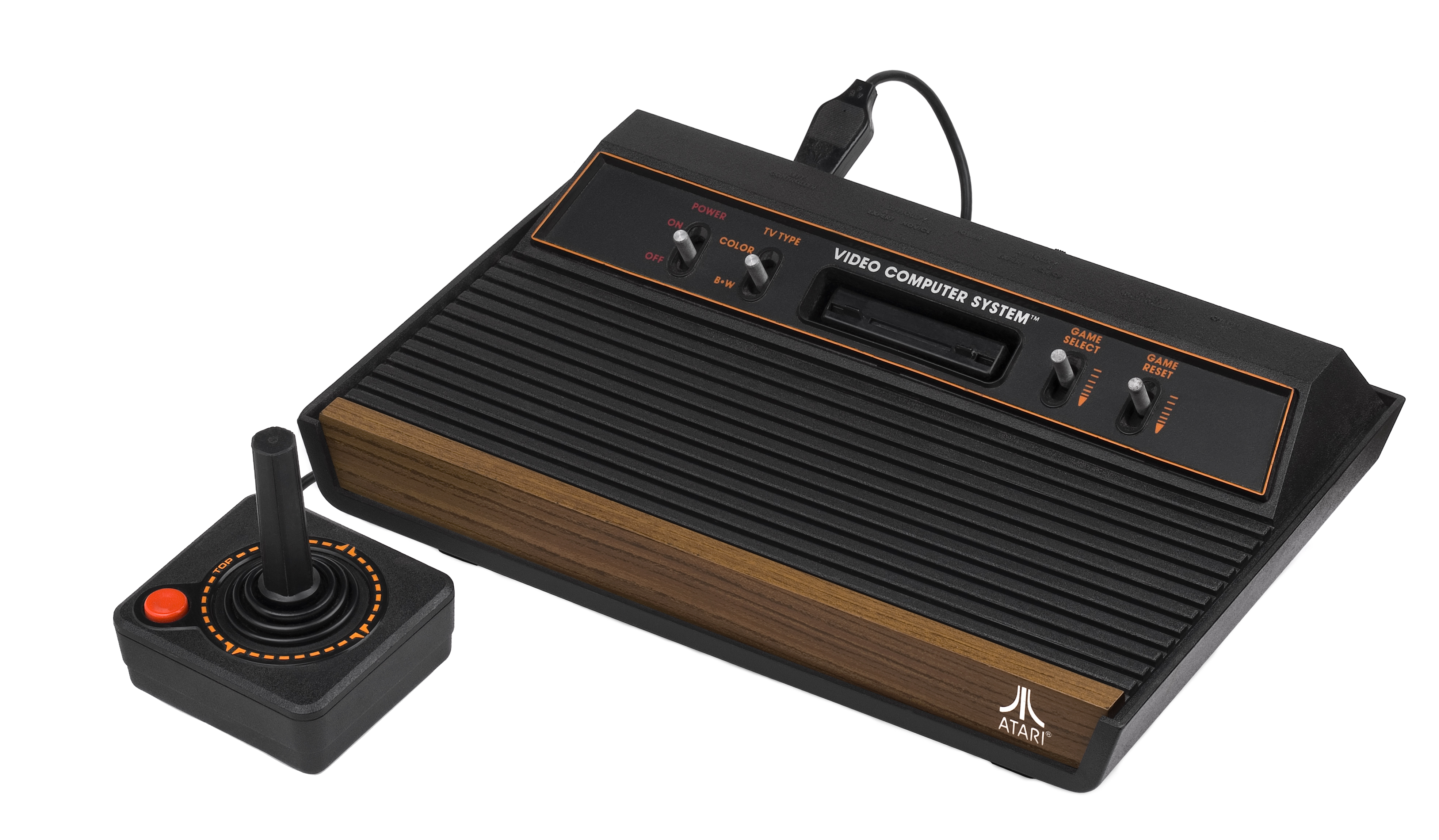
O primeiro console de mesa popular, o Atari 2600 (imagem da versão de 1980), foi lançado em 1977.

| Pos. | Plataforma                          | Unidades vendidas     | Empresa          | Lançamento[2] | Ref.                        |
| ---- | ----------------------------------- | --------------------- | ---------------- | ------------- | --------------------------- |
| 1    | PlayStation 2                       | 160 milhões           | Sony             | 2000          | [ a ]                       |
| 2    | Nintendo Switch ‡                   | 152,12 milhões        | Nintendo         | 2017          | [ 31 ]                      |
| 3    | PlayStation 4                       | 117,2 milhões         | Sony             | 2013          | [ 33 ]                      |
| 4    | PlayStation                         | 102,49 milhões        | Sony             | 1994          | [ 34 ]                      |
| 5    | Wii                                 | 101,63 milhões        | Nintendo         | 2006          | [ 30 ]                      |
| 6    | PlayStation 3                       | >87,4 milhões         | Sony             | 2006          | [ a ]                       |
| 8    | Xbox 360                            | >84 milhões           | Microsoft        | 2005          | [ c ]                       |
| 7    | PlayStation 5                       | 78 milhões            | Sony             | 2020          | [ 44 ]                      |
| 9    | Nintendo Entertainment System       | 61,91 milhões         | Nintendo         | 1983          | [ 30 ]                      |
| 10   | Xbox One                            | 51 milhões (estimado) | Microsoft        | 2013          | [ c ]                       |
| 11   | Super Nintendo Entertainment System | 49,10 milhões         | Nintendo         | 1990          | [ 30 ]                      |
| 12   | Mega Drive                          | 35 milhões            | Sega             | 1988          | [ d ] [ 46 ]                |
| 13   | Nintendo 64                         | 32,93 milhões         | Nintendo         | 1996          | [ 30 ]                      |
| 14   | Xbox Series X/S                     | 31 milhões (estimado) | Microsoft        | 2020          | [ 47 ]                      |
| 15   | Atari 2600                          | 30 milhões            | Atari            | 1977          | [ 48 ]                      |
| 16   | Xbox                                | 24 milhões            | Microsoft        | 2001          | [ 49 ]                      |
| 17   | GameCube                            | 21,74 milhões         | Nintendo         | 2001          | [ 30 ]                      |
| 18   | Wii U                               | 13,56 milhões         | Nintendo         | 2012          | [ 30 ]                      |
| 19   | Master System                       | 10–13 milhões         | Sega             | 1986          | [ e ]                       |
| 20   | TurboGrafx-16                       | 10 milhões            | NEC/Hudson Soft  | 1987          | [ 58 ]                      |
| 21   | Sega Saturn                         | 9,26 milhões          | Sega             | 1994          | [ 59 ]                      |
| 22   | Dreamcast                           | 9,13 milhões          | Sega             | 1998          | [ 59 ] [ 60 ] [ 61 ] [ 62 ] |
| 23   | Nintendo Switch 2 ‡                 | 3,5 milhões           | Nintendo         | 2025          | [ 64 ]                      |
| 24   | Sega Pico                           | >3,4 milhões          | Sega             | 1993          | [ g ]                       |
| 25   | Intellivision                       | 3 milhões             | Mattel           | 1980          | [ 75 ]                      |
| 26   | ColecoVision                        | >2 milhões            | Coleco           | 1982          | [ i ]                       |
| 27   | Magnavox Odyssey²                   | 2 milhões             | Magnavox/Philips | 1978          | [ 81 ]                      |
| 28   | Philips CD-i                        | >1 milhão             | Philips          | 1991          | [ k ]                       |
| 29   | Atari 5200                          | 1 milhão              | Atari            | 1982          | [ 88 ]                      |

>As vendas finais são maiores que o valor relatado. Ver notas. 

### Consoles portáteis
| Pos. | Plataforma           | Unidades vendidas        | Empresa  | Lançamento[2] | Ref.   |
| ---- | -------------------- | ------------------------ | -------- | ------------- | ------ |
| 1    | Nintendo DS          | 154,02 milhões           | Nintendo | 2004          | [ 30 ] |
| 2    | Nintendo Switch ‡    | 152,12 milhões           | Nintendo | 2017          | [ 31 ] |
| 3    | Game Boy Advance     | 81,51 milhões            | Nintendo | 2001          | [ 30 ] |
| 4    | PlayStation Portable | 80–82 milhões (estimado) | Sony     | 2004          | [ a ]  |
| 5    | Nintendo 3DS         | 75,94 milhões            | Nintendo | 2011          | [ 45 ] |
| 6    | Game Boy             | 69,42 milhões            | Nintendo | 1989          | [ b ]  |
| 7    | Game Boy Color       | 49,27 milhões            | Nintendo | 1998          | [ b ]  |
| 8    | Sega Game Gear       | 10,62 milhões            | Sega     | 1990          | [ 50 ] |
| 9    | PlayStation Vita     | 10–15 milhões (estimado) | Sony     | 2011          | [ a ]  |
| 10   | Nintendo Switch 2 ‡  | 3,5 milhões              | Nintendo | 2025          | [ 64 ] |
| 11   | N-Gage               | 3 milhões                | Nokia    | 2003          | [ 76 ] |
| 12   | WonderSwan Color     | 1,9 milhão               | Bandai   | 2000          | [ h ]  |
| 13   | WonderSwan           | 1,5 milhão               | Bandai   | 1999          | [ h ]  |
| 14   | Atari Lynx           | >1 milhão                | Atari    | 1989          | [ j ]  |

>As vendas finais são maiores que o valor relatado. Ver notas. 

### Consoles dedicados
| Pos. | Plataforma                | Unidades vendidas | Empresa  | Lançamento[2] | Ref.          |
| ---- | ------------------------- | ----------------- | -------- | ------------- | ------------- |
| 1    | Super NES Classic Edition | 5,28 milhões      | Nintendo | 2017          | [ 63 ]        |
| 2    | Color TV Game             | 3 milhões         | Nintendo | 1977          | [ 73 ] [ 74 ] |
| 3    | NES Classic Edition       | 2,3 milhões       | Nintendo | 2016          | [ 77 ]        |
| 4    | Coleco Telstar            | >1 milhão         | Coleco   | 1976          | [ 86 ] [ l ]  |

>As vendas finais são maiores que o valor relatado. Ver notas. 